# Pierre Valde
Pierre Valde est un acteur et un metteur en scène français né Pierre Duchemin le 25 novembre 1907 à Brioude et mort le 26 février 1977 à Paris 20e. Il a été régisseur au théâtre de l'Atelier dirigé par Charles Dullin de 1933 à 1937 puis fonde sa compagnie le Théâtre du Temps qui reçoit le premier prix des Jeunes Compagnies pour Œdipe de Georges Sonnier.

## Filmographie
- 1947 :  La Télévision, œil de demain de J.K Raymond-Millet - court métrage -
- 1969 : Les Enquêtes du commissaire Maigret de René Lucot, épisode : La Maison du juge : le juge Forlacroix
- 1976 : Les Mystères de Loudun de Gérard Vergez : Laubardemont
- 1977 : Histoire de la grandeur et de la décadence de César Birotteau
- 1977 : La Question de Laurent Heynemann : le président assassiné
- 1977 : Bergeval père et fils (série télévisée) : Leversin
- 1977 : Des enfants gâtés de Bertrand Tavernier
- 1977 : Les Enquêtes du commissaire Maigret, épisode : L'Amie de Mme Maigret de Marcel Cravenne

## Théâtre

### Comédien
- 1933 : La ligne brisée d'Ami Chantre, mise en scène de Greta Prozor, Genève, Théâtre de la Comédie
- 1939 : Les Vieux-Prés de Jean-Paul Zimmermann, mise en scène de Jean Bard, La Chaux-de-Fonds, Théâtre
- 1939 : Moloch de Cäsar von Arx, mise en scène de Pierre Valde, Genève, Théâtre de la Comédie
- 1943 : Le Malade imaginaire de Molière, mise en scène Pierre Valde, Théâtre du Temps
- 1947 : Les Amants de Noël de Pierre Barillet, mise en scène Pierre Valde, théâtre de Poche
- 1948 : La Dame de l'aube d'Alejandro Casona, mise en scène Pierre Valde, théâtre de la Gaîté-Montparnasse
- 1950 : Le Cid de Corneille, mise en scène Jean Vilar, Festival d'Avignon
- 1952 : Jésus la Caille, adapté du roman Jésus-la-Caille de Francis Carco, mise en scène Pierre Valde, théâtre des Célestins, théâtre Gramont, théâtre Antoine
- 1958 : L'Anniversaire de John Whiting, mise en scène Pierre Valde, théâtre du Vieux-Colombier
- 1959 : La Cathédrale de René Aubert, mise en scène Pierre Valde, théâtre Hébertot
- 1959 : Les Petits Bourgeois de Maxime Gorki, mise en scène Grégory Chmara, théâtre de l'Œuvre
- 1966 : Un ennemi du peuple d'Henrik Ibsen, mise en scène Pierre Valde, Théâtre de Colombes
- 1967 : Vassa Geleznova de Maxime Gorki, mise en scène Pierre Valde, Théâtre de Colombes
- 1967 : L'Unique Jour de l'année d'Alan Seymour, mise en scène Pierre Valde, Théâtre de Colombes
- 1967 : Le Cid de Corneille, mise en scène Pierre Valde, Théâtre de Colombes
- 1968 : Le Malade imaginaire de Molière, mise en scène Pierre Valde, Théâtre de Colombes
- 1968 : L'étoile devient rouge de Sean O'Casey, mise en scène Pierre Valde, Théâtre de Colombes
- 1969 : Une demande en mariage d'Anton Tchekhov, mise en scène Christian Dente, Théâtre de Colombes
- 1969 : La Paix de Pierre Valde et Yves Carlevaris d'après Aristophane, mise en scène Pierre Valde, Théâtre de Colombes
- 1969 : Le Barbier de Séville de Beaumarchais, mise en scène Pierre Valde, Théâtre de Colombes
- 1969 : Le Médecin malgré lui de Molière, mise en scène Pierre Valde, Théâtre de Colombes

### Metteur en scène
- 1938 : Aller sans retour de Charles Exbrayat, Genève, Salle communale de Plainpalais
- 1938 : Le fou d'Hérens de Louisa Kunz-Aubert, Genève, théâtre de plein-air.
- 1938 : Un caprice d'Alfred de Musset, Genève, Casino de Saint-Pierre.
- 1939 : Mademoiselle Bourrat de Claude Anet, Genève, Salle communale de Plainpalais
- 1939 : Carmosine d'Alfred de Musset, Genève, Salle communale de Plainpalais
- 1939 : La Suisse retrouvée de Georges Oltramare, Genève, Grand Théâtre
- 1939 : Le Bal des voleurs de Jean Anouilh, Genève, Théâtre de la Comédie
- 1939 : Moloch de Cäsar von Arx, Genève, Théâtre de la Comédie
- 1943 : Le Malade imaginaire de Molière
- 1944 : Hyménée de Nicolas Gogol, théâtre du Vieux Colombier
- 1946 : Œdipe de Georges Sonnier
- 1946 : La Pomme rouge de René Aubert, théâtre de Poche
- 1947 : Les Amants de Noël de Pierre Barillet, théâtre de Poche
- 1947 : Les Enfants du Bon Dieu de Jean-Marie Dunoyer, théâtre de Poche
- 1947 : Le Testament du Père Leleu de Roger Martin du Gard, théâtre de Poche
- 1948 : La Dame de l'aube d'Alejandro Casona, théâtre de la Gaîté-Montparnasse
- 1948 : Les Mains sales de Jean-Paul Sartre, théâtre Antoine
- 1949 : Un inspecteur vous demande de John Boynton Priestley, Studio des Champs-Elysées
- 1950 : La Grande Pauline et les Petits Chinois de René Aubert, théâtre de l'Étoile
- 1951 : Les Radis creux de Jean Meckert, théâtre de Poche Montparnasse
- 1952 : Jésus la Caille de Francis Carco, théâtre des Célestins, théâtre Gramont, théâtre Antoine
- 1953 : L'Île des chèvres d'Ugo Betti, théâtre des Noctambules
- 1953 : La Rose tatouée de Tennessee Williams, théâtre Gramont
- 1953 : Anadyomène de Georges Clément, théâtre de l'Apollo
- 1954 : Affaire vous concernant de Jean-Pierre Conty, théâtre de Paris
- 1954 : La Maison carrée d'Evelyne Pollet, théâtre des Noctambules
- 1955 : Poppi de Georges Sonnier, théâtre des Arts
- 1955 : Témoin à charge d'Agatha Christie, théâtre Édouard VII
- 1955 : Judas de Marcel Pagnol, théâtre de Paris
- 1956 : L’Orgueil et la nuée de Georges Soria, théâtre des Noctambules
- 1957 : Bettina d'Alfred Fabre-Luce, théâtre de l'Œuvre
- 1957 : Cléo de Paris, théâtre de l'Œuvre
- 1958 : L'Anniversaire de John Whiting, théâtre du Vieux-Colombier
- 1958 : L'Enfant du dimanche de Pierre Brasseur, théâtre Édouard VII
- 1959 : La Cathédrale de René Aubert, théâtre Hébertot
- 1960 : L'Enfant de la route d'Isabelle Georges Schreiber, théâtre de l'Œuvre
- 1960 : Ana d'Eboli de Pierre Ordioni, théâtre Charles de Rochefort
- 1960 : La Logeuse de Jacques Audiberti, théâtre de l'Œuvre
- 1961 : Amal et la lettre du roi de Rabindranath Tagore, théâtre de l'Œuvre
- 1963 : L'assassin est dans la salle de Pierre Nimus, théâtre des Arts
- 1963 : Un mois à la campagne d'Ivan Tourgueniev, théâtre du Capitole de Toulouse
- 1964 : La Peau du carnassier de Victor Haïm, Comédie de Paris
- 1966 : La Rose tatouée de Tennessee Williams, Théâtre municipal de Lausanne
- 1966 : Un ennemi du peuple d'Henrik Ibsen, Théâtre de Colombes
- 1966 : Mourir en chantant de Victor Haïm, Théâtre de Colombes
- 1967 : La Dévotion à la croix d'après Pedro Calderón de la Barca, adaptation Albert Camus, Grand Théâtre de Limoges
- 1967 : L'Avare de Molière, Théâtre de Colombes
- 1967 : Mort d'une baleine de Jacques Jacquine, Comédie de Paris
- 1967 : L'Unique Jour de l'année d'Alan Seymour, Théâtre de Colombes
- 1967 : Le Cid de Corneille, Théâtre de Colombes
- 1967 : Vassa Geleznova de Maxime Gorki, Théâtre de Colombes
- 1968 : Le Malade imaginaire de Molière, Théâtre de Colombes
- 1968 : L'étoile devient rouge de Sean O'Casey, Théâtre de Colombes
- 1968 : Tartuffe de Molière, Théâtre de Colombes
- 1969 : La Paix de Pierre Valde et Yves Carlevaris d'après Aristophane, Théâtre de Colombes
- 1969 : Le Mariage de Barillon de Georges Feydeau
- 1969 : Le Barbier de Séville de Beaumarchais, Théâtre de Colombes
- 1969 : Le Médecin malgré lui de Molière, Théâtre de Colombes
- 1970 : Britannicus de Racine, Théâtre de Colombes